# Lo Bosworth
Lauren Bosworth (29 de setembro de 1986) é uma personalidade da televisão americana, conhecida por estrelar os realities shows The Hills e Laguna Beach: The Real Orange County. Lauren é mais conhecida por seu apelido "Lo".
Em Janeiro de 2011 ela lançou o livro The Lo-Down. 
Ela é a criadora da marca "Love Wellness".